# Salvatore Sanzo
Salvatore Sanzo (ur. 26 listopada 1975 w Pizie) – włoski szermierz, florecista, czterokrotny medalista olimpijski, wielokrotny medalista mistrzostw świata i Europy.
Na igrzyskach olimpijskich w Sydney w 2000 roku wspólnie z Matteo Zennaro, Daniele Crostą i Gabriele Magnim wywalczył brązowy medal w turnieju drużynowym. Na tej samej imprezie był piąty w zawodach indywidualnych. Podczas rozgrywanych cztery lata później igrzysk w Atenach reprezentacja Włoch w składzie: Andrea Cassarà, Salvatore Sanzo i Simone Vanni zdobyła złoty medal w rywalizacji drużynowej. Parę dni wcześniej był drugi indywidualnie, przegrywając w finale z Francuzem Brice’em Guyartem 13:15. Brał również udział w igrzyskach olimpijskich w Pekinie w 2008 roku, gdzie wywalczył brązowy medal indywidualnie, plasując się za Niemcem Benjaminem Kleibrinkiem i Yūkim Ōtą z Japonii.
Podczas mistrzostw świata w Kapsztadzie w 1997 roku razem z kolegami z reprezentacji wywalczył brązowy w zawodach drużynowych. W tej samej konkurencji Włosi z Sanzo w składzie zdobyli też złote medale na mistrzostwach świata w Hawanie (2003) i mistrzostwach świata w Pekinie (2008), srebrny podczas mistrzostw świata w Lipsku (2005) oraz brązowy na mistrzostwach świata w Turynie (2006). Ponadto zwyciężał w zawodach indywidualnych mistrzostwach świata w Nîmes w 2001 roku (pokonując w finale Francuza Loïca Attely’ego) i mistrzostwach świata w Lipsku w 2005 roku (pokonując w finale Francuza Chińczyka Zhanga Lianglianga), a podczas mistrzostw świata w Chaux-de-Fonds w 1998 roku był trzeci (za Ukraińcem Serhijem Hołubyckim i Kubańczykiem Elvisem Gregorym).
Wielokrotnie zdobywał medale mistrzostw Europy, w tym złote indywidualnie na mistrzostwach Europy w Bolzano (1999) i mistrzostwach Europy w Funchal (2000) oraz drużynowo podczas mistrzostw Europy w Bolzano (1999) i mistrzostw Europy w Zalaegerszeg (2005).

## Starty olimpijskie (medale)
Sydney 2000
- floret drużynowo –  brąz

Ateny 2004
- floret drużynowo –  złoto
- floret indywidualnie –  srebro

Pekin 2008
- floret indywidualnie –  brąz